# Wang Zhen (Erfinder)
Wang Zhen (* 1271; † 1368) war ein chinesischer Erfinder, Agronom, Schriftsteller und Politiker der Yuan-Dynastie. Er gilt als einer der Erfinder der frühen beweglichen Holzdrucktechnologie. Seine illustrierte landwirtschaftliche Abhandlung Nong Shu (農 書) war eine der fortschrittlichsten ihrer Zeit und stellt eine breite Palette der im späten 13. und frühen 14. Jahrhundert verfügbaren landwirtschaftlichen Geräte und Technologien dar.

## Leben und Werk
Wang Zhen (zh|t=王禎|s=王祯|p=Wáng Zhēn|w=Wang Chen) wurde in der Provinz Shandong geboren und war viele Jahre ein Beamter der Provinzen Anhui und Jiangxi. Von 1290 bis 1301 war er als Magistrat, eine Art Friedensrichter, für Jingde in der Provinz Anhui tätig. Er gilt zudem als Pionier in der Verwendung von beweglichen Holzdrucklettern. Der hölzerne bewegliche Typ wurde erstmals in seiner Veröffentlichung Nong Shu (農 書) von 1313 beschrieben, bekannt als das  Buch der Landwirtschaft. Obwohl der Titel das Hauptthema wiedergibt, umfasst das Buch noch eine Vielzahl von Themen, die über die Landwirtschaft hinausgehen. Das Nong Shu war eine wichtige Abhandlung, die die Anwendung von verschiedenen chinesischen Wissenschaften, Technologien und landwirtschaftlichen Praktiken umreißt – vom wasserbetriebenen Blasebalg bis hin zu beweglichen Drucklettern. Es gilt als ein Meisterwerk in der Darstellung der zeitgenössischen Technologien des chinesischen Mittelalters.
Wang schrieb Nong Shu aus verschiedenen praktischen Beweggründen heraus. Angesichts der Armut und Unterdrückung während der Yuan-Periode, sollte es unter anderem zur Unterstützung der mittellosen chinesischen Bauern dienen und deren wirtschaftliche Existenzgrundlage verbessern. Während die vorangegangene Song-Dynastie eine Periode relativ großer wirtschaftlicher und landwirtschaftlicher Stabilität war, beeinträchtigten die Mongolenherrscher der Yuan-Dynastie die wirtschaftliche und landwirtschaftliche Lage Chinas. Daher vermochte ein Buch wie das Nong Shu die Bauern bei der Ertragssteigerung zu unterstützen. Ziel war es jedoch nicht, von den meist analphabetischen Bauern gelesen zu werden, sondern vielmehr sollten den lokalen Beamten als Vermittler die besten landwirtschaftlichen Methoden aufgezeigt werden.